# Miconia salicifolia
Miconia salicifolia ist eine Pflanzenart aus der Familie der Schwarzmundgewächse. Die Art kommt von Kolumbien über Ecuador bis nach Peru vor. Sie wächst unter anderen in Gemeinschaft mit Hesperomeles obtusifolia, Diplostephium alveolatum, Berberis goudotii, Escallonia myrtelloides sowie Arten der Gattung Gynoxys.

## Beschreibung
Miconia salicifolia ist eine aufgerichtete zwischen einem und drei Metern große Pflanze. Sie ist an vielen Stellen mit dichten, gelblichen, filzigen Härchen bedeckt. Einzige absolute Ausnahme davon, bilden die Oberseiten der 5,2 Zentimeter langen und 0,2 bis 1,3 Zentimeter breiten Blattspreiten. Diese glänzen und haben eine keilförmige Basis. Die Ränder der Blätter sind teilweise stark nach oben eingerollt. Außer der Mittelrippe sind keine anderen Adern zu erkennen. Der Blütenstand entwickelt sich axillar. Dabei ist der Blütenbecher rot. Die ovalen, verkahlenden Kelchblätter messen 1,2 bis 1,6 Millimeter in der Länge und 1,6 Millimeter in der Breite. Der Fruchtknoten ist ebenfalls befilzt die Narbe keulenförmig. Die purpurnen Fürchte sind zwischen 3,2 und 4 Millimeter groß. Die Blütezeit liegt im April und die Fruchtreife liegt von Juni bis Februar.

## Botanische Geschichte
Die Art wurde 1851 von Charles Victor Naudin erstbeschrieben.